# Putto con tamburello
Il Putto con tamburello è un'opera bronzea con resti di doratura (h. 36 cm) di Donatello, databile al 1429 e conservata nel Bode-Museum a Berlino. Proviene dal coronamento del fonte battesimale del battistero di Siena.

## Storia
Il putto è uno dei cinque che coronava il fonte battesimale senese, terzo ad essere realizzato da Donatello, oltre a un quarto che probabilmente fu scartato e mai messo in opera, oggi al Bargello (Putto danzante). Questi puttini ebbero un importante ruolo nella storia dell'arte, poiché segnarono l'ingresso di questo soggetto nella statuaria a tutto tondo e anticiparono inoltre i nudi scultorei come il celebre David.

## Descrizione e stile
Il putto ha un movimento sciolto e spigliato, con un pionieristico movimento a serpentina destinato ad avere tanto successo nel Cinquecento. La posa bada bene a bilanciare gli arti e la loro posizione, secondo le regole classiche del contrapposto, e genera un'ininterrotta torsione che anima l'intera figura, dai piedi, alla testa, alle mani sollevate nel suonare lo strumento. La figura sta su una conchiglia bombata e tale difficile appoggio sembra animare il fanciullo, alla ricerca di un equilibrio.